# Escallonia resinosa
La chachacoma, chachacomo o chacas (Escallonia resinosa) es un arbusto o árbol perennifolio nativo de los bosques andinos de Perú, Bolivia, norte andino de Chile y el sur de Ecuador, desde 2600 a 4200 metros sobre el nivel de mar. Un componente de bosques altoandinos, es considerado como una fuente importante de materias primas para los pueblos andinos.

## Descripción
Escallonia resinosa crece como arbusto o árbol de 2 a 10 m en altura. El tronco tiene una forma irregular y es a menudo torcido, con corteza rojiza papirácea. Las hojas son simples y dispuestas en espiral, a menudo agrupadas al final de las ramitas, oblanceoladas, 2–3.5 cm de largo, 0.5–0.7 cm de ancho, con un margen finamente dentado. Las flores son blancas, pequeñas (ca. 1 cm largo) y aparecen en racimos o panículas.

## Distribución y hábitat
Escallonia resinosa está presente en los Andes, desde el sur de Ecuador hasta Bolivia y parte del norte andino de Chile, entre 2600 y 4200 m de elevación. Crece en bosques montanos estacionalmente secos, en pendientes de montaña, a menudo junto a árboles de los géneros Polylepis y Buddleja. Existen ejemplares muy antiguos en la ciudad del Cuzco, en Perú.

## Usos
En todo su rango de distribución E. resinosa es una fuente de leña y de madera de calidad. Esta especie posee una madera dura apropiada para herramientas y es a menudo utilizada para fabricar chaquitacllas (una herramienta utilizada para la labranza) por pueblos nativos de los Andes desde tiempos antiguos. La madera era también probablemente utilizada por los Incas para hacer un tipo de vasos ceremoniales llamados Kero. Las hojas son utilizadas como fuente de un tinte de color beige para su aplicación en algodón y lana.

## Lectura adicional
- Gade, D.W. (1999). Nature and Culture in the Andes. University of Wisconsin Press. ISBN 9780299161248
- Reynel, C.; Marcelo, J.L. (2009). Árboles de los Ecosistemas Forestales Andinos. ECOBONA.

- Datos: Q1366783
- Multimedia: Escallonia resinosa / Q1366783
- Especies: Escallonia resinosa